# 페이브 엔터테인먼트의 음반
이 문서는 페이브 엔터테인먼트에서 발매한 음반 목록이다.전신인 서울음반과 YBM음반,로엔트리 레이블과 같이 넣을 수 있다.

## 2000년대
- 2000년 2월 12일 원태연 - 눈물에...얼굴을 묻는다
- 2002년 1월 21일 G.고릴라 - 사랑이라는 이름의 혼돈
- 2004년 3월 12일 G.고릴라 - Deep Gray
- 2008년 9월 23일 아이유 - Lost And Found
- 2009년 4월 23일 아이유 - Growing Up
- 2009년 11월 12일 아이유 - IU...IM
- 2009년 12월 11일 지아 - [Digital Single] 술 한잔 해요
- 2009년 12월 18일 지아 - Atelier

## 2010년대
- 2010년 1월 12일 아이유 - [Digital Single] 첫사랑이죠[1]
- 2010년 2월 24일 아이유 - [Digital Single] 텔레시네마 프로젝트 Vol.6
- 2010년 3월 26일 지아 - [Digital Single] 나쁜 버릇
- 2010년 6월 3일 아이유 - [Digital Single] 잔소리
- 2010년 7월 14일 아이유 - 로드 넘버원 OST Part.3[2]
- 2010년 8월 2일 아이유 - [Digital Single] 사랑의 리퀘스트[3]
- 2010년 8월 6일 지아 - Difference
- 2010년 9월 28일 아이유 - [Digital Single] 그대네요[4]
- 2010년 10월 19일 지아 - [Digital Single] 울고,불고[5]
- 2010년 12월 9일 아이유 - Real
- 2010년 12월 23일 지아 - 겨울에 내리는 눈물
- 2011년 1월 3일 아이유 - 드림하이 OST Part.1[6]
- 2011년 2월 17일 아이유 - [Digital Single] Real+
- 2011년 4월 15일 지아 - 내 마음이 들리니 OST Part.1
- 2011년 5월 18일 써니힐 - 최고의 사랑 OST Part.3
- 2011년 5월 25일 아이유 - 최고의 사랑 OST Part.5
- 2011년 6월 3일 써니힐 - Midnight Circus
- 2011년 6월 21일 아이유 - [Digital Single] 얼음꽃[7]
- 2011년 8월 5일 써니힐 - [Digital Single] 기도
- 2011년 9월 9일 지아 - [Digital Single] 그대이길 바래요
- 2011년 9월 30일 지아 - Avancer
- 2011년 11월 29일 아이유 - Last Fantasy
- 2011년 12월 27일 지아 - [Digital Single] 속상해서
- 2012년 1월 13일 써니힐 - [Digital Single] The Grasshoppers
- 2012년 2월 20일 써니힐 -  도롱뇽도사와 그림자 조작단 OST Part.2
- 2012년 4월 20일 써니힐 - [Digital Single] 백마는 오고 있는가
- 2012년 5월 11일 아이유 - [Digital Single] 스무 살의 봄
- 2012년 5월 29일 써니힐 - 아이러브 이태리 OST Part.1
- 2012년 6월 1일 지아 - 닥터 진 OST Part.2
- 2012년 8월 2일 로엔트리 - [Digital Single] LOEN TREE Summer Story
- 2012년 8월 21일 지아 - [Digital Single] I Need You[8]
- 2012년 8월 31일 피에스타 - [Digital Single] VISTA
- 2012년 11월 9일 피에스타 - [Digital Single] We Don't Stop
- 2012년 11월 16일 지아 - [Digital Single] 눈물이 툭
- 2012년 12월 10일 지아 - ANEMONE
- 2012년 12월 14일 써니힐 - Antique Romance
- 2013년 2월 5일 라디 - [Digital Single] 오랜만이죠
- 2013년 3월 29일 라디 - 작은 이야기
- 2013년 4월 5일 써니힐 - [Digital Single] re;code Episode III[9]
- 2013년 4월 23일 지아 - 장옥정,사랑에 살다 OST Part.2
- 2013년 4월 26일 히스토리 - [Digital Single] DREAMER
- 2013년 5월 14일 지아 - [Digital Single] With Coffee
- 2013년 5월 24일 써니힐 - 최고다 이순신 OST Part.2
- 2013년 6월 17일 라디 - 연애조작단:시라노 OST Part.3
- 2013년 6월 19일 써니힐 - Young Folk
- 2013년 8월 20일 히스토리 - Just Now
- 2013년 8월 27일 피에스타 - [Digital Single] Whoo!
- 2013년 9월 6일 지아 - [Digital Single] 사랑했었다면[10]
- 2013년 10월 8일 아이유 - Modern Times
- 2013년 10월 11일 승아 - 실업급여 로맨스 OST Part.1
- 2013년 11월 1일 피에스타 - [Digital Single] Curious
- 2013년 11월 28일 히스토리 - Blue Spring[11]
- 2013년 12월 2일 지아 - [Digital Single] 이별남녀[12]
- 2013년 12월 16일 라디 - [Digital Single] Wish Me A Merry Christmas
- 2013년 12월 20일 아이유 - Modern Times - Epilogue
- 2013년 12월 24일 지아 - [Digital Single] 그런 줄 알았어
- 2014년 1월 13일 지아 - 11일이 지나고
- 2014년 1월 14일 장이정 - 따뜻한 말 한마디 OST Part.2
- 2014년 1월 24일 써니힐 - [Digital Single] 아무말도 하지마요
- 2014년 1월 29일 지아 - 나 이런 여자예요
- 2014년 2월 24일 지아 - 기황후 OST Part.6
- 2014년 3월 19일 써니힐 - 앙큼한 돌싱녀 OST Part.3
- 2014년 3월 27일 지아 - 감격시대:투신의 탄생 OST Part.6
- 2014년 4월 8일 아이유 - [Digital Single] 봄 사랑 벚꽃 말고[13]
- 2014년 5월 16일 아이유 - 꽃갈피
- 2014년 6월 23일 히스토리 - DESIRE
- 2014년 6월 30일 아이유 - [Digital Single] 애타는 마음[14]
- 2014년 7월 1일 라디 - [Digital Single] Fly Away
- 2014년 7월 2일 피에스타 - [Digital Single] 하나 더
- 2014년 7월 24일 라디 - 3rd Album (Soundz)
- 2014년 8월 1일 써니힐 - [Digital Single] 그 해 여름
- 2014년 8월 21일 써니힐 - 1st Album Part.A (Sunny Blues)
- 2014년 9월 5일 지아 - [Digital Single] 보란 듯이
- 2014년 10월 2일 아이유 - [Digital Single] 소격동
- 2014년 10월 6일 지아 - Falling In Fall
- 2014년 10월 31일 윤현상 - 피아노포르테 (Pianoforte)
- 2014년 11월 19일 주비 - 미스터 백 OST Part.2[1]
- 2014년 11월 27일 써니힐 - [Digital Single] 지우다
- 2014년 12월 2일 지아 - [Digital Single] 나쁜 소문
- 2015년 1월 7일 지아 - [Digital Single] 혼잣말[15]
- 2015년 1월 16일 지아 - 스파이 OST Code NO.2[16]
- 2015년 1월 20일 라디,주비 - [Digital Single] 그린라이트 (Green Light)
- 2015년 1월 29일 써니힐 - 1st Album Part.B (Sunny Blues)
- 2015년 2월 4일 윤현상 - 하이드 지킬,나 OST Part.3
- 2015년 3월 4일 피에스타 - BLACK LABEL
- 2015년 3월 13일 윤현상 - [Digital Single] 파랑:Wave
- 2015년 3월 23일 써니힐 - 여왕의 꽃 OST Part.1
- 2015년 4월 1일 주비,장이정 - 냄새를 보는 소녀 OST Part.1
- 2015년 4월 8일 지아 - [Digital Single] 비가 내려와[17]
- 2015년 5월 18일 아이유 - [Digital Single] 마음
- 2015년 5월 21일 히스토리 - Beyond The History
- 2015년 6월 4일 주비 - 맨도롱 또똣 OST Part.4
- 2015년 6월 12일 나도균 - 프린스의 왕자 OST[18]
- 2015년 6월 26일 주비 - [Digital Single] 감성팔이[19]
- 2015년 9월 3일 주비 - [Digital Single] 지워지지 않는 1[16]
- 2015년 9월 24일 윤현상 - [Digital Single] 밥 한 끼 해요
- 2015년 9월 24일 지아 - 그녀는 예뻤다 OST Part.2
- 2015년 9월 25일 써니힐 - 부탁해요,엄마 OST Part.1
- 2015년 10월 3일 예지 - 언프리티 랩스타 2 Track 4
- 2015년 10월 23일 아이유 - CHAT-SHIRE
- 2015년 10월 26일 라디 - [Digital Single] 너를 그리다[20]
- 2015년 10월 28일 지아 - [Digital Single] 가을타나 봐
- 2015년 12월 11일 예지 - [Digital Single] 미친개
- 2016년 1월 28일 예지 - [Digital Single] Foresight Dream
- 2016년 2월 5일 지아 - [Digital Single] Color Series Part.1 `WHITE`
- 2016년 2월 16일 윤현상 - [Digital Single] 뭔가 될 것 같은 날[21]
- 2016년 3월 7일 라디 - [Digital Single] 싶은데&Good Girl
- 2016년 3월 9일 피에스타 - A Delicate Sense
- 2016년 3월 29일 주비 - [Digital Single] C Project - 잠 오지 않는 이 밤
- 2016년 4월 5일 지아 - 몬스터 OST Part.1
- 2016년 4월 11일 히스토리 - HIM
- 2016년 5월 11일 지아 - [Digital Single] Color Series Part.2 `BLUE`
- 2016년 5월 31일 피에스타 - [Digital Single] APPLE PIE
- 2016년 6월 22일 린지,예지, 차오루 - [Digital Single] 투유 프로젝트 - 슈가맨 Part.36
- 2016년 7월 20일 예지 - 원티드 OST Part.3[22]
- 2016년 8월 10일 지아 - [Digital Single] Color Series Part.3 `BLACK`
- 2016년 8월 18일 I.B.I - [Digital Single] 몰래몰래
- 2016년 8월 31일 써니힐 - [Digital Single] Way
- 2016년 9월 1일 라디 - 질투의 화신 OST Part.2
- 2016년 9월 8일 예지 - [Digital Single] 끌려다녀
- 2016년 9월 9일 지아 - 신데렐라와 네 명의 기사 OST Part.7
- 2016년 12월 1일 지아 - [Digital Single] 술 한잔해요 오늘
- 2017년 2월 10일 써니힐 - [Digital Single] 두 갈래 길
- 2017년 2월 24일 지아 - 사임당,빛의 일기 OST Part.5
- 2017년 3월 2일 승아 - [Digital Single] 꽃샘추위[23]
- 2017년 3월 4일 라디 - [Digital Single] 눈을 보고 말해요
- 2017년 3월 24일 아이유 - [Digital Single] 밤편지
- 2017년 4월 7일 아이유 - [Digital Single] 사랑이 잘
- 2017년 4월 13일 지아 - [Digital Single] 말버릇[24]
- 2017년 4월 17일 라디 - [Digital Single] 쉬는 날
- 2017년 4월 21일 아이유 - Palette
- 2017년 5월 24일 라디 - 수상한 파트너 OST Part.3
- 2017년 5월 24일 예지 - [Digital Single] 아낙수나문
- 2017년 5월 26일 써니힐 - [Digital Single] Hello Tomorrow/Goma Move
- 2017년 6월 21일 예지 - [Digital Single] 도망가[25]
- 2017년 6월 22일 지아 - 군주 - 가면의 주인 OST Part.12
- 2017년 8월 10일 라디 - [Digital Single] Drive Away 2
- 2017년 8월 16일 주비 - [Digital Single] 난 또...[26]
- 2017년 9월 4일 지아 - [Digital Single] SR PROJECT VOL.2
- 2017년 9월 22일 아이유 - 꽃갈피 둘
- 2017년 10월 18일 JBJ - FANTASY
- 2017년 10월 18일 주비 - [Digital Single] 가을비
- 2017년 10월 25일 라디 - [Digital Single] 아직 끝나지 않은 이야기
- 2017년 10월 29일 김보원, 박해린, 박소은, 백민서, 신수현, 신지윤, 이수민, 이수진, 박소연 - [Digital Single] 믹스나인 Part.1
- 2017년 11월 2일 승아 - [Digital Single] 홍라보 Part.2[27]
- 2017년 11월 17일 지아 - [Digital Single] 별이 될게[28]
- 2017년 11월 19일 김보원,박해린,박소은,백민서,신수현,신지윤,이수민,이수진,박소연 - [Digital Single] 믹스나인 Part.3
- 2017년 12월 12일 지아 - [Digital Single] 바보에게 바보가
- 2017년 12월 26일 라디 - 그냥 사랑하는 사이 OST Part.3
- 2018년 1월 7일 김보원,이수민,이수진 - [Digital Single] 믹스나인 Part.4
- 2018년 1월 17일 JBJ - True Colors
- 2018년 1월 27일 김보원,이수민 - [Digital Single] 믹스나인 Part.6
- 2018년 3월 9일 지아 - [Digital Single] 추억 한 잔[29]
- 2018년 3월 13일 예지 - [Digital Single] SR Project Vol.5[30]
- 2018년 4월 5일 지아 - 추리의 여왕 시즌 2 OST Part.7
- 2018년 4월 17일 JBJ - NEW MOON
- 2018년 5월 14일 신수현 - [Digital Single] 내꺼야 (Pick Me)[31]
- 2018년 5월 22일 예지 - [Digital Single] 눈을 맞추면[32]
- 2018년 7월 9일 지아 - [Digital Single] 이런 나라도 괜찮나요
- 2018년 7월 23일 예지 - 너도 인간이니? OST Part.7[33]
- 2018년 7월 25일 라디 - [Digital Single] 넌 내게 했던 얘기를 (Piano RMX)
- 2018년 10월 4일 브라더수 - [Digital Single] 핑퐁 (Ping Pong)
- 2018년 10월 10일 아이유 - [Digital Single] 삐삐[34]
- 2019년 3월 20일 지아 - [Digital Single] 나도 남자였다면